# Ромбоэдр
Ромбоэдр (от ромб и др.-греч. ἕδρα — основание, грань) — это геометрическое тело, являющееся обобщением куба, у которого грани не обязательно квадратны, а лишь являются ромбами. Ромбоэдр является параллелепипедом, в котором все рёбра равны. Ромбоэдр можно использовать для определения ромбоэдрической решётчатой системы, сот с ромбоэдрическими ячейками.
В общем случае ромбоэдр может иметь три типа ромбических граней, которые разбиваются на конгруэнтные пары противоположных сторон. Ромбоэдр имеет симметрию Ci порядка 2.
Четыре точки, соответствующие несмежным вершинам ромбоэдра, обязательно образуют четыре вершины ортоцентрического тетраэдра и все ортоцентрические тетраэдры могут быть получены таким образом.

## Ромбоэдрическая решётчатая система
Ромбоэдрическая решётчатая система имеет ромбоэдрические ячейки с 3 парами уникальных ромбических граней:
В кристаллографии ромбоэдр выделен как простая форма тригональной сингонии средней категории. Минералы, имеющие форму ромбоэдра, — диоптаз, фенакит, многие минералы имеют сложные структуры с наличием ромбоэдра, например, кальцит.

## Частные случаи
| Вид       | Куб                   | Тригональный трапецоэдр | Прямая ромбическая призма | Ромбическая призма общего вида | Ромбоэдр общего вида   |
| --------- | --------------------- | ----------------------- | ------------------------- | ------------------------------ | ---------------------- |
| Симметрия | Oh, [4,3], порядка 48 | D3d, [2+,6], порядка 12 | D2h, [2,2], порядка 8     | C2h, [2], порядка 4            | Ci, [2+,2+], порядка 2 |
| Рисунок   |                       |                         |                           |                                |                        |
| Грани     | 6 квадратов           | 6 одинаковых ромбов     | Два ромба и 4 квадрата    | 6 ромбических граней           | 6 ромбических граней   |

- Куб: с симметрией Oh[англ.] порядка 48. Все грани — квадраты.
- Тригональный трапецоэдр[англ.]: с симметрией D3d порядка12. Если все острые внутренние углы граней равны (все грани одинаковы). Тело можно рассматривать как вытягивание куба вдоль главной диагонали. Например, правильный октаэдр с двумя тетраэдрами, приклеенными к противоположным граням, образуют тригональный трапецоэдр с углом 60 градусов. У тригонального трапецоэдра есть хотя бы две вершины, такие, что все прилежащие к ним углы равны между собой. Через эти вершины проходит ось симметрии третьего порядка (то есть такая ось, при повороте вокруг которой на угол 120°=2π/3 тело переходит в само себя). Более того, это является признаком тригонального трапецоэдра: параллелепипед является тригональным трапецоэдром тогда и только тогда, когда он имеет ось симметрии третьего порядка[2].
- Прямая ромбическая призма: с симметрией D2h порядка 8. Она строится из двух ромбов и 4 квадратов. Фигуру можно рассматривать как вытягивание куба вдоль диагонали на грани. Например, две треугольные призмы, соединённые по боковой грани, образуют ромбическую призму с углом 60 градусов.
- Ромбическая призма общего вида: с симметрией C2h[англ.] порядка 4. Она имеет только одну плоскость симметрии, проходящую через четыре вершины, и имеет 6 ромбических граней.

## Геометрия тела
Для единичного ромбоэдра (длина стороны = 1), в котором острый ромбический угол равен θ, одна вершина лежит в начале координат (0, 0, 0), а одно ребро лежит на оси x, три вектора равны
e1: {\displaystyle {\biggl (}1,0,0{\biggr )},}
e2: {\displaystyle {\biggl (}\cos \theta ,\sin \theta ,0{\biggr )},}
e3: {\displaystyle {\biggl (}\cos \theta ,{(\cos \theta -(\cos \theta )^{2}) \over \sin \theta },{{\sqrt {(1-3(\cos \theta )^{2}+2(\cos \theta )^{3})}} \over sin\theta }{\biggr )}.}
Другие координаты можно получить из сложения векторов 3 направлений, e1 + e2, e1 + e3, e2 + e3 и  e1 + e2 + e3.
Объём ромбоэдра, длина стороны которого равна a является упрощением формулы объёма параллелепипеда и задаётся формулой 
{\displaystyle {\text{Vol}}=a^{3}(1-\cos \theta ){\sqrt {(1+2\cos \theta )}}.}
Так как площадь основания задаётся формулой {\displaystyle a^{2}\sin \theta }, высота ромбоэдра  h задаётся формулой (объём, делённый на площадь основания)
{\displaystyle h={a(1-\cos \theta ){\sqrt {(1+2\cos \theta )}} \over \sin \theta }.}
Рассмотрим внутренние диагонали ромбоэдра на рисунке. Три из внутренних диагоналей (BG, CF и DE) имеют одну и ту же длину.  Их легко вычислить, используя координатную геометрию, если координаты каждой вершины известны. Расстояние в 3-мерном пространстве вычисляется  по формуле 
{\displaystyle d={\sqrt {(x_{2}-x_{1})^{2}+(y_{2}-y_{1})^{2}+(z_{2}-z_{1})^{2}}}.}
Например, для единичного ромбоэдра с острым углом 72 градуса, три внутренних диагонали (BG, CF  и DE) равны 1.543, а длинная диагональ (AH) равна 2.203.  Объём этого ромбоэдра равен 0.8789, а высота равна 0.9242.